# Bondurant (Iowa)
Bondurant is een plaats (city) in de Amerikaanse staat Iowa, en valt bestuurlijk gezien onder Polk County.

## Demografie
Bij de volkstelling in 2000 werd het aantal inwoners vastgesteld op 1846.
In 2006 is het aantal inwoners door het United States Census Bureau geschat op 2403.
In 2024 werd het aantal inwoners vastgesteld op 9393. De toename in bevolking over de afgelopen decennia (+371.8% sinds 2000) maakt van Bondurant een van de snelstgroeiende gemeenschappen in Iowa.

## Geografie
Volgens het United States Census Bureau beslaat de plaats een oppervlakte van
12,5 km², waarvan 12,4 km² land en 0,1 km² water.

## Plaatsen in de nabije omgeving
De onderstaande figuur toont nabijgelegen plaatsen in een straal van 12 km rond Bondurant.